# Temnora ntombi
Temnora ntombi är en fjärilsart som beskrevs av Philippe Darge 1975. Temnora ntombi ingår i släktet Temnora och familjen svärmare. Inga underarter finns listade i Catalogue of Life.